# Gultberget
Gultberget är ett naturreservat i Torsby kommun i Värmlands län.
Området är naturskyddat sedan 1999 och är 60 hektar stort. Reservatet omfattar berget med detta namn och består av lövskogar.